# Lespesia flavifrons
Lespesia flavifrons là một loài ruồi trong họ Tachinidae.